# MahaNakhon
МахаНакхон (тайск. มหานคร, рус. Великий Метрополис) — многофункциональный небоскрёб, расположенный по адресу: 114 Naradhiwas Rajanagarindra Road (район Банграк, Бангкок, Таиланд). Здание высотой 314 метров является вторым по высоте в Таиланде и 69-м по высоте в Азии.

## Описание
Здание имеет очень необычный внешний вид, как будто из него по спирали вырезали множество пикселей (точнее, вокселей). При ближайшем рассмотрении выясняется, что в этих «отсутствующих вокселях» расположены балконы и террасы. Архитектурное бюро Шеерена говорит об этом так: «…тщательно вырезанные, чтобы представить трёхмерную ленту архитектурных пикселей, которые извиваются вверх до полной высоты башни, чтобы показать внутреннюю жизнь здания». 
В конструкции использован светопрозрачный фасад. 
В небоскрёбе есть гостиница The Edition Boutique Hotel на 159 номеров, 209 жилых квартир Ritz-Carlton, торговые точки (в том числе Dean & DeLuca) общей площадью 10 000 м², ресторан L’Atelier de Joël Robuchon. 
На крыше небоскрёба находятся бар и обзорная площадка со стеклянным полом. Рядом с небоскрёбом выстроен спутник — 7-этажный «Куб». Несмотря на очень юный возраст, небоскрёб уже имеет несколько престижных архитектурных наград. 
Стоимость квартир в этом доме колеблется от 1,1 до 17 миллионов долларов — это один из самых дорогих кондоминиумов Бангкока; самая дорогая квартира небоскрёба (и всего Таиланда) имеет два этажа, площадь 1500 м², и в феврале 2013 года продавалась за 480 миллионов батов. 
Стоимость строительства составила, по разным данным, 515—640 миллионов долларов, в том числе 235 миллионов в проект инвестировала американская фирма Apollo Global Management, а 70 миллионов — американская Goldman Sachs.
Основные характеристики
- Строительство: 20 июня 2011 — август 2016 (по другим данным — май 2016[1])
- Высота: 314 м[1] (по другим данным — 313 м)
- Длина × Ширина: 39 × 39 м
- Этажей: 77 + 1 подземный
- Лифтов: 22 (макс. скорость 8 м/сек.)[15]
- Площадь помещений: 131 017[15] — 150 000 м²[2]
- Парковочных мест: 899[15]
- Архитектор: Оле Шеерен[нем.] (Германия)[2][16]
- Застройщик и владелец: Pace Development[англ.][17]
- Стоимость строительства: 18 млрд батов (515 млн долларов); по другим данным — 21 млрд батов (620 млн долларов)[8]; по другим данным — 22 млрд батов[6]

## История
Решение о строительстве самого высокого небоскрёба страны было публично озвучено 23 июля 2009 года. Само строительство началось 20 июня 2011 года. К октябрю 2013 года было построено 4 этажа, к сентябрю 2014 — 45, к декабрю 2014 — 60. В апреле 2015 года здание достигло своей максимальной расчётной высоты. В августе (или в мае) 2016 года строительство было завершено. В сентябре 2016 года в небоскрёб въехали первые жильцы.
- Небоскрёб вблизи…
- …и издали.

## Награды
В сентябре 2014 года проект получил первую из нескольких наград Ritz-Carlton Residences как «Лучший проект элитного кондоминиума 2014 (Бангкок)» на церемонии вручения наград Thai Property Awards.
В октябре 2014 года отель The Ritz-Carlton Residences в небоскребе MahaNakhon был назван «Лучшим проектом развития Таиланда 2014 года» и «Лучшим роскошным кондоминиумом Юго-Восточной Азии 2014 года» на церемонии вручения наград SE Asia Property Awards.
В 2015 году бывший директор по маркетингу и бывший управляющий директор MahaNakhon Кипсан Бек получил три основные награды, включая «Лучшее смешанное использование», «Лучший жилой дом» и «Лучшее жилое высотное здание» на церемонии вручения наград Asia-Pacific Property Awards.
В 2020 году небоскреб получил награду Lightning Design Awards за внешнее освещение интерьера.
Впоследствии проект также был отмечен презентациями в Совете по высотным зданиям и городской среде обитания и Университете Чулалонгкорн.